# Antsiranana (província)
Antsiranana é uma província de Madagáscar. Sua capital é a cidade de Antsiranana.

## Regiões
| Nome  | Capital     |
| Diana | Antsiranana |
| Sava  | Sambava     |